# Brian Greenway
Brian Gilbert Greenway (Hawkesbury, Ontario, 1 de octubre de 1951) es un guitarrista, vocalista y armonicista canadiense, conocido mayormente por ser parte de la banda canadiense de rock April Wine, además de haber colaborado con Mashmakhan y The Dudes.

## Biografía
Greenway nació el 1 de octubre de 1951 en Hawkesbury, una localidad de la provincia de Ontario, Canadá.  A temprana edad, Brian aprendió a tocar la guitarra.
Comenzó a tocar con diferentes bandas, tales como The Primitive, The Cheeque y All the Young Dudes.   En 1973, Brian se integró a la agrupación Mashmakhan, pero no grabó ningún álbum con este grupo.
En 1977, Myles Goodwyn le propuso a Greenway formar parte de April Wine (aparte de que Steve Lang y Jerry Mercer lo habían invitado a ser un integrante de dicha banda), idea que Brian aceptó y en ese mismo año grabó First Glance. Brian escribió algunas canciones, las cuales él mismo cantaba.
Entre 1978 y 1986, Greenway participó en la grabación de los álbumes de estudio Harder... Faster, The Nature of the Beast, Power Play, Animal Grace y Walking Through Fire, así como el EP Ladies Man. Tiempo después de que Walking Through Fire saliera a la venta, April Wine se separó.
Al desintegrarse April Wine, Greenway decidió empezar una carrera como solista y grabó el disco Serious Business, publicado en 1988 por Atlantic Records, pero el álbum no obtuvo atención alguna del público.
Cuatro años después del lanzamiento de Serious Business, April Wine se reunió de nuevo y Greenway abandonó su carrera en solitario y decidió regresar a este grupo, siendo hasta el momento miembro activo del mismo.

## Programa especial de televisión
En 1991, Brian protagonizó un programa de televisión titulado Brian Greenway and Friends.  En este programa, Greenway y varios de sus amigos (el baterista Jerry Mercer, la vocalista y percusionista Nanette Workman, el tecladista Jimmy Tanaka, el guitarrista Jeff Smallwood y el bajista Jeff Nystrom) ejecutaban temas del álbum como solista de Brian, así como repertorio de April Wine.

## Discografía

### April Wine
- 1978: First Glance
- 1979: Greatest Hits
- 1979: Harder... Faster
- 1980: Ladies Man
- 1981: The Nature of the Beast
- 1981: The Best of April Wine: Rock Ballads
- 1981: Review and Preview
- 1981: Live in London
- 1982: Power Play
- 1984: Animal Grace
- 1985: One for the Road
- 1985-1986: Walking Through Fire
- 1987: The Hits
- 1987: All the Rockers
- 1988: We Like to Rock
- 1989: The First Decade
- 1990: Oowatanite
- 1992: The April Wine Collection
- 1993: Attitude
- 1994: Frigate
- 1996: Champions of Rock
- 1997: Greatest Hits Live 1997
- 2000: Rock Champions
- 2001: Back to the Mansion
- 2002: Classic Masters
- 2002: I Like to Rock
- 2003: Greatest Hits Live 2003
- 2003: Best of April Wine
- 2003: From the Front Row... Live!
- 2006: April Wine Rocks!
- 2006: Roughly Speaking
- 2007: First Glance / Harder... Faster
- 2009: Animal Grace / Walking Through Fire
- 2009: The Hard & Heavy Collection
- 2012: The Nature of the Beast / Power Play

### Trabajo en solitario
- 1988: Serious Business